# Ahmed Shah
Ne doit pas être confondu avec Ahmed Shah Massoud.

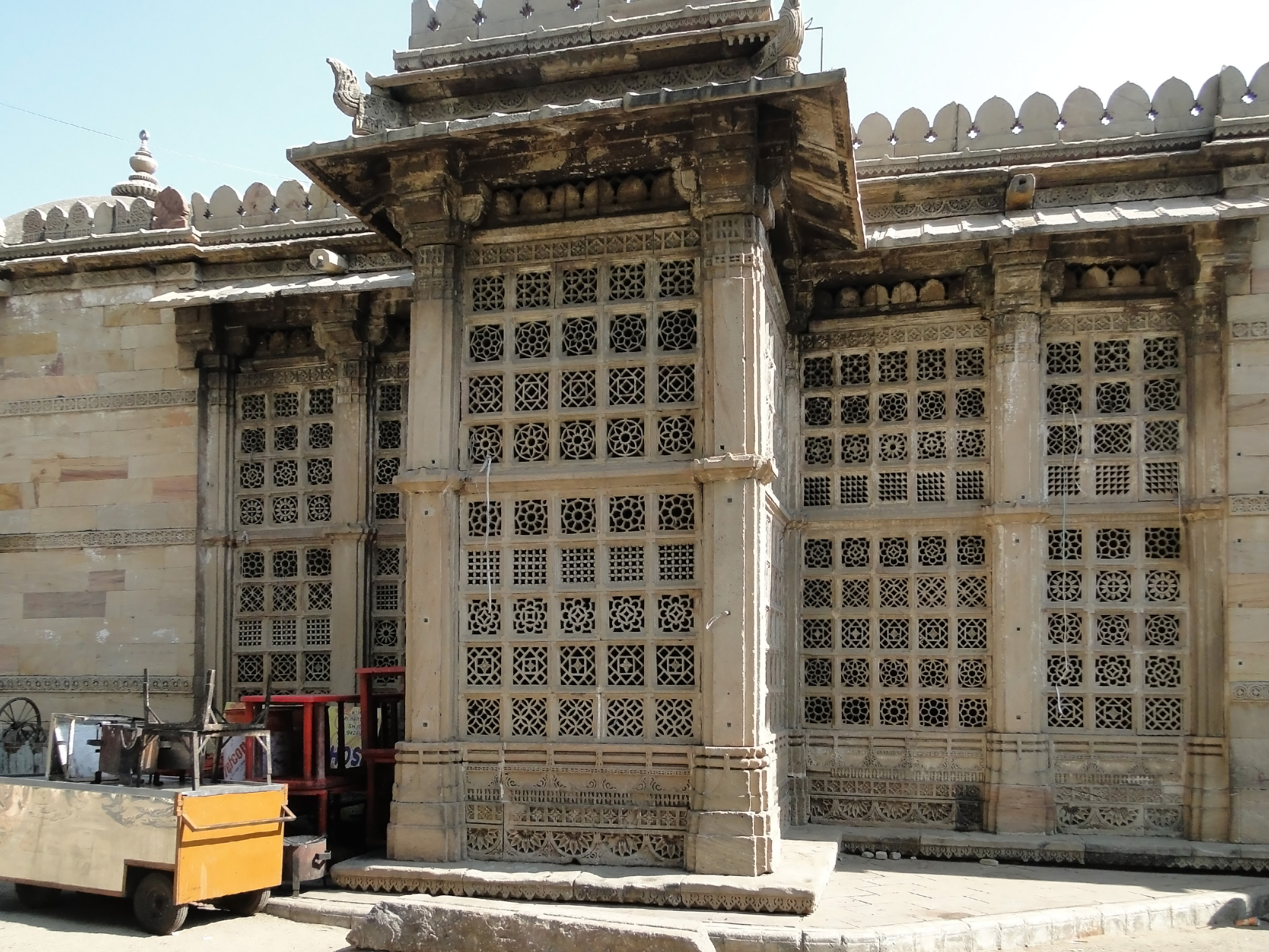
Mausolée de Ahmed Shah à Ahmedabad

Ahmed Shah est un sultan du Gujarat de la dynastie Muzaffaride. Il gouverne de 1411 à sa mort en 1442.
Il fonde la ville d'Ahmedabad (“La ville de Ahmed”) en 1411 et y établit sa capitale.
La première mosquée est construite en 1424 et porte le nom de Jami Masjid. Sa tombe, Ahmed Shah Rauza, ou repose aussi son fils se trouve dans le complexe de la mosquée, ainsi que celle de ses épouses, Rani Ka Hazira. Son petit-fils (Mahmud Begada) repose à Sarkhej. 